# Teplota depolymerizace
Teplota depolymerizace ({\displaystyle T_{c}}) je veličina udávající náchylnost polymeru k rozkladu na příslušný monomer. Pokud polymer dosáhne této teploty, tak jsou rychlosti polymerizace a depolymerizace stejné. Její hodnota souvisí s mírou sterického stínění u monomeru. Průmyslový význam obvykle mají polymery s vysokými teplotami depolymerizace. Polymery, u kterých je tato teplota nižší, se snadněji depolymerizují.

## Termodynamika polymerizace
Za stálé teploty lze vratnost polymerizace určit pomocí rovnice pro Gibbsovu volnou energii:
{\displaystyle \Delta G_{p}=\Delta H_{p}-T\Delta S_{p}}
kde {\displaystyle \Delta S_{p}} je změna entropie během polymerizace. Změna entalpie při polymerizaci, {\displaystyle \Delta H_{p}}, se také označuje jako polymerizační teplo a je definována takto:
{\displaystyle \Delta H_{p}=E_{p}-E_{dp}}
kde {\displaystyle E_{p}} je aktivační energie polymerizace a {\displaystyle E_{dp}} aktivační energie depolymerizace, za předpokladu, že depolymerizace probíhá mechanismem opačným vůči polymerizaci.
Entropie udává míru neurčitosti v soustavě. Soustava má nízkou entropii, pokud se v ní nachází malý počet těles, a vysokou za přítomnosti více těles. Protože se při depolymerizaci polymer rozkládá na monomery, tak depolymerizace navyšuje entropii; v rovnici pro Gibbsovu energii je tak změna entropie polymerizace záporná. Polymerizaci řídí entalpie, která je za nižších teplot větší než {\displaystyle T\Delta S_{p}}, což umožňuje její průběh. Při dosažení teploty depolymerizace si jsou entalpie a {\displaystyle T\Delta S_{p}} rovny, takže rychlosti polymerizace a depolymerizatce jsou stejné a výsledná rychlost polymerizace je nulová. Při jejím překročení probíhá depolymerizace rychleji než polymerizace a polymer se tak rozkládá.
Teplotu depolymerizace lze určit takto:
{\displaystyle T_{c}={\frac {\Delta H_{p}}{\Delta S_{p}}}}

## Rovnováha monomeru a polymeru
Výše uvedený jev byl poprvé popsán v roce 1943.
Termodynamické vysvětlení našli Frederick Dainton a K. J. Ivin, kteří zjistili, že prodlužování řetězce při polymerizaci je vratné.
Při dosažení teploty depolymerizace se v polymeru vždy vyskytuje příměs monomeru, protože se vytváří rovnováha mezi polymerizací a depolymerizací. Polymery odvozené od jednoduchých vinylových monomerů, například polyvinylchlorid, mají tak vysoké depolymerizační teploty, že podíl monomeru bývá za pokojové teploty velmi malý. Opačný stav se objevuje u α-methylstyrenu, PhC(Me)=CH2, jehož polymer má teplotu depolymerizace přibližně 66 °C. U polymerů vytvořených z α-methylstyrenu se objevují výrazné sterické efekty, zapříčiněné navázáním fenylové a methylové skupiny na stejný uhlík. Tyto sterické efekty ve spojení se stabilitou terciárního α-methylstyrylového radikálu způsobují u α-methylstyrenu nízkou depolymerizační teplotu. Podobně lze vysvětlit i poměrně nízkou depolymerizační teplotu polyisobutylenu. Polymery s vysokými teplotami depolymerizace se namísto depolymerizací rozkládají štěpením vazeb.

## Teploty depolymerizace běžných monomerů
| Monomer           | Teplota depolymerizace (°C) | Struktura       |
| ----------------- | --------------------------- | --------------- |
| buta-1,3-dien     | 585                         | CH2=CHCH=CH2    |
| ethen             | 610                         | CH2=CH2         |
| isobuten          | 175                         | CH2=CMe2        |
| isopren           | 466                         | CH2=C(Me)CH=CH2 |
| methylmethakrylát | 198                         | CH2=C(Me)CO2Me  |
| α-methylstyren    | 66                          | PhC(Me)=CH2     |
| styren            | 395                         | PhCH=CH2        |
| tetrafluorethen   | 1100                        | CF2=CF2         |